# Acquedotto Appio-Alessandrino
L'acquedotto Appio-Alessandrino fu il sedicesimo e ultimo acquedotto di Roma.

## Storia
Venne costruito nel 1968, per volere dell'amministrazione comunale. Era destinato fin dall'origine a un preciso scopo: rifornire d'acqua l'area sud della città, ovvero i quartieri EUR, Tor Bella Monaca, Prenestino-Labicano.
È alimentato dalle sorgenti di Pantano Borghese e di Torre Angela.
Il percorso, interamente sotterraneo tranne un tratto di circa 500 metri su arcate, è lungo 15 km.
Dato l'utilizzo a cui l'acqua era destinata, non era necessaria la presenza di alcun bacino di decantazione.